# Alcabideche
Alcabideche – jedna z parafii (freguesia) Cascais, w Portugalii. W 2011 zamieszkiwało ją 42 162 mieszkańców, na obszarze 39,77 km². 